# لا ونگوردیا

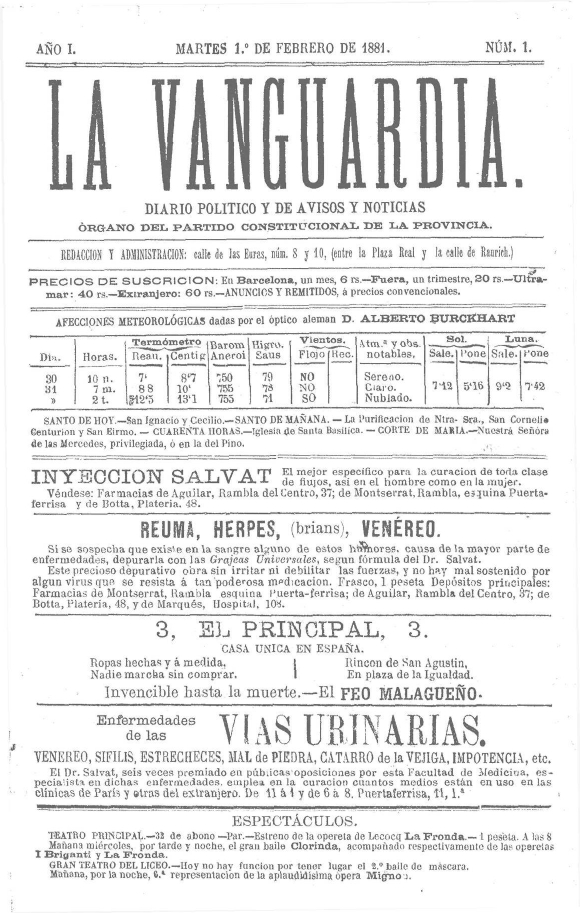
نگاره‌ای از اولین نسخهٔ روزنامهٔ لا ونگوردیا در کاتالونیا - ۱۸۸۱

لا ونگوردیا (به اسپانیایی: La Vanguardia) چهارمین روزنامه پرفروش اسپانیا است. دفتر اصلی این روزنامه در شهر بارسلون قرار دارد. از تاریخ ۳ مه ۲۰۱۱ این روزنامه در دو نسخه به زبان‌های کاتالان و اسپانیایی منتشر می‌شود.